# Pobladura de Pelayo García
Pobladura de Pelayo García – gmina w Hiszpanii, w prowincji León, w Kastylii i León, o powierzchni 20,17 km². W 2011 roku gmina liczyła 426 mieszkańców.